# قيثارة صوتية
القيثارة الصوتية هي آلة موسيقية تنتمي لعائلة القيثارة، تنتج الصوت نتيجة اهتزاز أوتارها في الهواء. ظهر المركب النقلي 'قيثارة صوتية' للتمييز بينه وبين القيثارة الكهربائية التي تعتمد على نظام تضخيم كهربائي. ترن الموجات الصوتية التي تنتجها أوتار القيثارة الصوتية عبر جسم هذه الأخيرة مضخمة الصوت. الضبط المعياري للقيثارة هو (من الأسفل للأعلى) مي2-لا2-ري3-صول3-سي3-مي4.
يمكن أن ينقر كل وتر من أوتار القيثارة وحده باستعمال ريشة أو طرف الإصبع، كما يمكن عزف عدة أوتار في آن واحد لعزف كوردات. عندما ينقر وتر يهتز بحدة أساسية يحددها طول وكتلة وشدة الوتر. يضخم صندوق الصوت ولوحة الصوت -نظرا لتوفر كل منها على رنينه- بعض الترددات الفوقية أقوى من غيرها، مما يؤثر على جرس الصوت النهائي.